# シスプラチナ州

シスプラチナ州
Província Cisplatina (ポルトガル語)

シスプラチナ州の地図（赤）

シスプラチナ州（シスプラチナしゅう、ポルトガル語: Província Cisplatina）とは、ブラジル帝国に帰属していた州で、ポルトガル語でラ・プラタ川手前の州を意味する。つまりはバンダ・オリエンタルのことである。
1816年、ポルトガルのジョアン6世は領土拡大を試みて、植民地時代からスペインとの係争地であった東方州に侵攻した。当時東方州ではアルゼンチンのリトラル三州にまで及んだ連邦同盟を率いるホセ・アルティーガスとブエノスアイレスの軍勢が一進一退の攻防を繰り広げていたが、このことはポルトガルの侵攻を有利にした。1820年、ゲリラ的に抵抗していたアルティーガス軍は最終的に敗北を喫し、アルティーガスはパラグアイに亡命し、失脚することになった。こうして1821年、東方州はシスプラチナ州と改名され、ポルトガルの、そしてブラジル独立後はブラジル帝国の領土の一部なった。
ブエノスアイレスは反アルティガスの立場から東方州が侵略されるのを見過ごしていたが、この売国的ともいえる態度は特にリトラル諸州の猛反発を招き、ラ・プラタ連合州は内戦に陥った。
1825年、アルティガスの副官だったフアン・アントニオ・ラバジェハ将軍が33人の東方人と共にシスプラチナ州に潜入し、独立戦争を開始した。ラ・プラタ連合州はこれを支援し、怒ったブラジルの宣戦布告によりシスプラティーナ戦争に発展するに至った。ラバジェハ率いる東方人は、東方州とアルゼンチンとの合併を求めており、戦争はアルゼンチン有利で進んだが、1828年にラ・プラタ川の両岸をアルゼンチンが保有することを恐れたイギリスの仲介により、モンテビデオ条約が結ばれ、シスプラチナ州はウルグアイ東方共和国としての独立が認められた。この敗戦はブラジル皇帝ペドロ1世の失脚の原因ともなった。